# Sneiken
Sneiken (originaltitel The Shriek of Araby) er en amerikansk stum komediefilm fra 1923 af instrueret F. Richard Jones.
Filmen er en parodi over Rudolph Valentinos succesfulde film fra 1921 Sheiken (The Sheik). I Sneiken dagdrømmer en en biografmedarbejder om sine mulige eventyr som en arabisk sheik.
Filmen havde dansk biografpremiere den 7. maj 1924 i Biografteatret i København.

## Medvirkende
- Ben Turpin
- Kathryn McGuire
- Ray Grey
- George Cooper som Presto
- Charles Stevenson som Luke Hassan
- Dick Sutherland
- Tiny Ward
- Kewpie Morgan